# 黃紋棘箱魨
黃紋棘箱魨為輻鰭魚綱魨形目鱗魨亞目箱魨科的其中一種，為溫帶海水魚，分布於西北太平洋的日本南部及東海海域，棲息深度80-360公尺，體長可達13公分，棲息於底層水域，生活習性不明。